# Hospital Universitario Dr. Luis Razetti
El Hospital Universitario Dr. Luis Razetti —también llamado Hospital Universitario de Barcelona— es un centro de salud localizado en la ciudad de Barcelona (Gran Barcelona), al norte del estado Anzoátegui y al noreste de Venezuela.
Se trata del centro asistencial más importante y grande en todo el estado Anzoátegui, poseyendo numerosas y diversas especialidades. En 2013 se atendieron a 1.400.000 personas aproximadamente. Recibe su nombre en honor de un médico e investigador venezolano, el Doctor Luis Razetti.
Aparte de sus servicios de salud, sirve como centro educativo mediante un acuerdo con la Universidad de Oriente, preparando estudiantes en el área de medicina y postgrados.
Fue fundado en 1940, y originalmente se hallaba en el centro de Barcelona. Durante el gobierno de Marcos Pérez Jíménez se inició la construcción de la actual estructura que fue inaugurada por el presidente Rómulo Betancourt en 1962. Desde entonces, ha sido considerado como el hospital más importante de la región.